# Bajt (Uzbekistán)
Bajt es una localidad de Uzbekistán, en la provincia de Sir Daria.
Se encuentra a una altitud de 264 m sobre el nivel del mar. 

## Demografía
Según estimación 2010 contaba con una población de 12569 habitantes.